# Steve Preisler
Steve Preisler ist ein US-amerikanischer Chemiker aus Green Bay, Wisconsin, der unter dem Pseudonym Uncle Fester ein Handbuch für chemische Massenvernichtungswaffen geschrieben und veröffentlicht hat. Das Buch mit dem Titel Silent Death gibt genaue Anleitungen zur Herstellung von chemischen und biologischen Kampfstoffen wie Anthrax, Rizin und Botulin. Ōmu Shinrikyō verwendete für ihren Terroranschlag 1995 in der Tokioter U-Bahn Giftgas, das sie mit Hilfe des preislerschen Buches hergestellt hatte. Er schrieb in den 1980er Jahren auch das Buch "Secrets of Methamphetamine Manufacture".
Seine weiteren Veröffentlichungen befassen sich mit der Herstellung von Sprengstoffen, LSD, Amphetaminen verschiedener Art, oder auch panzerbrechender Munition. Als Co-Autor war er an einem Buch über Messerkampf beteiligt.